# Boy-Scouts et Girl-Guides de Belgique
 (août 2021).
Si vous disposez d'ouvrages ou d'articles de référence ou si vous connaissez des sites web de qualité traitant du thème abordé ici, merci de compléter l'article en donnant les références utiles à sa vérifiabilité et en les liant à la section « Notes et références ».
Les Boys-Scouts et Girl-Guides de Belgique est l'association historique belge du Scoutisme pluraliste en Belgique.
En 1966, la scission linguistique donna naissance à la Fédération des Eclaireuses et Eclaireurs (maintenant Scouts et Guides Pluralistes de Belgique (SGP)) et à la Federatie voor Open Scoutism (actuellement "FOS Open Scouting").